# حملة تعليم حقيقي
تأسست حملة التعليم الحقيقي في عام 1987 في المملكة المتحدة، وهي جماعة ضغط. الهدف من حملات هذه الجماعات هو «الضغط لتطبيق معايير عالية واختيار أكثر أبوة في التعليم الحكومي» ودعم مدارس تعليم القواعد. وضمن اهتمامات هذه الحملات التهرب من المدرسة والمستويات التعليمية والسلوكية المنخفضة، وسوء إدارة تمويل المدارس، وطرق التدريس «المضمحلة» مثل التعلم المتمركز حول الطالب.

## وصلات خارجية
- CRE

### News items
- Talented children at primary schools being ignored in October 2009
- Nursery rhymes in October 2009
- Teachers considering return of the cane in October 2008
- Knotted ties banned in Stockport school in March 2007
- Cardiff school gives tickets to Old Trafford for high attendance at school
- Manchester primary school bans pencil cases in March 2005
- Unemployable youths in March 2004
- Spelling in January 2004